# Cecilia Bottino
María Cecilia Bottino Fiuri (Paysandú, 19 de octubre de 1968) es una abogada, feminista y política uruguaya perteneciente al Movimiento de Participación Popular (MPP) – Frente Amplio. Desde el 15 de febrero de 2015 es representante nacional por el departamento de Paysandú.

## Biografía
Se crió cerca de la Plaza Acuña de Figueroa de la ciudad de Paysandú y vivió su adolescencia en el barrio Pay Cap. Realizó sus estudios primarios en la Escuela Padre Lamas y los secundarios en los liceos N.º 2 y N.º 1 de Paysandú. 
Posteriormente ingresó a la Facultad de Derecho de la Universidad de la República, en donde se graduó como doctora en Derecho y Ciencias Sociales en 1993.
María Cecilia Bottino tiene dos hijos. Su residencia es en la ciudad de Paysandú.

## Actividad política y sindical
Sus inicios en la militancia política fueron en el año 1983, en el Frente Amplio, como militante independiente. En el año 2005 ingresó al MPP, en el que aún continúa.
Durante la legislatura 2010 – 2015 fue suplente del diputado por Paysandú Gustavo Rombys. Posteriormente, en las elecciones nacionales que se celebraron en octubre de 2014, Bottino encabezó la lista del Espacio 609 en Paysandú y resultó elegida representante nacional por este departamento, siendo una de las 14 mujeres que integran la Cámara de Diputados.
Es presidenta de la Comisión de Constitución, Códigos, Legislación General y Administración y de la Comisión Especial de Equidad y Género de la Cámara de Diputados. Además, forma parte de la Bancada Bicameral Femenina del Poder Legislativo.
En el parlamento se destaca su participación en la elaboración de proyectos para la modificación del Código Penal y la Reforma constitucional, así como también su interés y actuación en todo lo que se refiere a leyes y proyectos contra la violencia de género.
Tras las elecciones internas de 2019, su nombre estuvo en danza como eventual candidata a la Vicepresidencia de la República. En las elecciones parlamentarias de octubre de 2019, Bottino es reelecta diputada por Paysandú para el periodo 2020-2025.